# Protospathidiidae
Famille
Les Protospathidiidae sont une famille de Ciliés de la classe des Gymnostomatea et de l'ordre des Spathidiida.

## Étymologie
Le nom de la famille vient du genre type Protospathidium, composé de proto, premier, et -spathidium, par allusion au genre Spathidium, genre type de la famille des Spathidiidae (la désinence latine ium signifiant « relatif à »).

## Liste des genres
Selon GBIF (15 janvier 2023) :
- Edaphospathula Foissner & Xu, 2006
- Protospathidium[2] Foissner, 1984[note 1]
  - Espèce type Protospathidium muscicola Dragesco & Dragesco-Kerneis, 1979

## Systématique
Le nom valide de ce taxon est Protospathidiidae Foissner & Xu, 2006.